# Gottfried Zawichowski
Gottfried Zawichowski (* 8. Februar 1960 in Tulln an der Donau) ist freischaffender Aufnahmeleiter und Kulturmanager.  Er hat die Musikfabrik Niederösterreich gegründet und war bis 2024 ihr Geschäftsführer. Von 2004 bis 2022 war er Koordinator der „Chorszene NÖ“. Außerdem ist er am Departement für Kunst- und Kulturwissenschaften der Universität für Weiterbildung Krems (Zentrum für Angewandte Musikforschung) als wissenschaftlicher Mitarbeiter tätig. Der Schwerpunkt seiner Tätigkeiten in den genannten Institutionen ist die Servicierung der Zeitgenössischen Musik und der Chormusik in enger Zusammenarbeit mit Einrichtungen des Landes Niederösterreich.

## Ausbildung

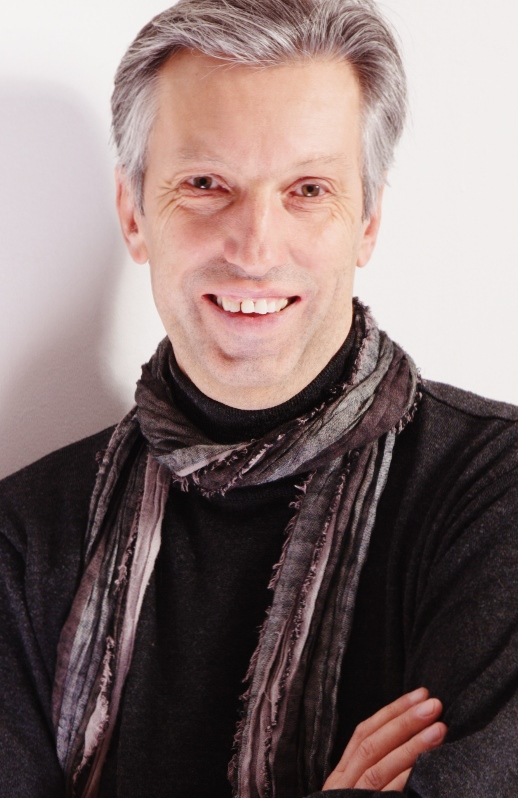
Gottfried Zawichowski

Gottfried Zawichowski begann seine musikalische Ausbildung an der städtischen Musikschule in Tulln mit Unterricht in Klavier und Violine. Nach Abschluss des Realgymnasiums Tulln absolvierte er zunächst den Lehrgang „Tontechnik“ am Institut für Elektroakustik der Universität für Musik und darstellende Kunst Wien, ehe er die Studien der Wirtschaftspädagogik an der Wirtschaftsuniversität Wien sowie der Musikpädagogik an der Universität für Musik und darstellende Kunst Wien absolvierte.
Im Zuge dessen verbrachte Zawichowski 1987 einen Studienaufenthalt an der Musikhochschule Stockholm, wo er Kontakte zur skandinavischen Chormusikszene knüpfte, die seine künstlerischen und beruflichen Tätigkeiten nachhaltig prägen sollten. Neben Aus- und Weiterbildungen im In- und Ausland folgte im Jahr 2000 ein mehrwöchiger Studienaufenthalt in Chicago, Illinois/USA im Rahmen des Programms „Gateway 2000“ sowie 2007 der Abschluss des Studiums der Musikwissenschaft an der Universität Wien.

## Berufliche Tätigkeit
Gottfried Zawichowski sammelte erste berufliche Erfahrungen als Lehrer an der Höheren Bundesanstalt für wirtschaftliche Berufe Tulln, sowie als Mitarbeiter der Musikalischen Jugend Österreich und als freischaffender Mitarbeiter des Österreichischen Rundfunks, für den er bislang unter anderem als Aufnahmeleiter für Musikproduktionen, als Sendungsgestalter für Radio NÖ und beim Fernsehen als Redakteur der Kindersendung „Musikwerkstatt“ tätig war. Seit 1989 ist er mit der Organisation und Konzeption diverse Musikkurse und -festivals wie der von ihm gegründeten „Niederösterreichischen Jazzakademie“, dem NÖ Volksmusikfestival „AufhOHRchen“ oder dem Kammermusikkurs „Musikfabrik Edelhof“  befasst.
1996 bis 2024 war Gottfried Zawichowski Geschäftsführer der Musikfabrik Niederösterreich, in deren Rahmen im Auftrag der Kulturabteilung des Landes Niederösterreich u. a. das Artist in Residence Programm „musik aktuell – neue musik in niederösterreich“ mit durchschnittlich 130 Veranstaltungen und Projekten pro Jahr realisiert wird.
Neben ehrenamtlichen Funktionen als langjähriger Geschäftsstellen-Leiter der „Jeunesse Musicale Österreich“ in seiner Heimatstadt Tulln oder der Mitgliedschaft im Niederösterreichischen Kultursenat war Gottfried Zawichowski außerdem Mitglied des Musikbeirates beim österreichischen Bundeskanzleramt (Abteilung Kunst und Kultur), sowie als wissenschaftlicher Mitarbeiter am Department für Kunst- und Kulturwissenschaften an der Universität für Weiterbildung Krems (Zentrum für Angewandte Musikforschung) tätig.

## Künstlerische Tätigkeit
Künstlerisch tritt Gottfried Zawichowski seit 1980 als Gründer und Leiter des a cappella chor Tulln in Erscheinung. Darüber hinaus ist er als Juror bei zahlreichen Wettbewerben, als freischaffender Dirigent, Produzent und Aufnahmeleiter in der Musikszene aktiv.

## Auszeichnungen
Er erhielt zahlreiche Preise und Auszeichnungen, u. a. wurde ihm der Kulturpreis des Landes Niederösterreich 1988 und 2011 für Musikpädagogik bzw. Musikvermittlung sowie das Bundes-Ehrenzeichen der Republik Österreich im Jahr 2003 und das Goldene Ehrenzeichen für Verdienste um das Land Niederösterreich im Jahr 2016 verliehen. 2019 erhielt er den Niederösterreichischen Kulturpreis - Würdigungspreis in der Kategorie Musik.

## Publikationen
- Eva-Maria Bauer im Gespräch mit Gottfried Zawichowski: "Die Dissonanz gehört zum Alltag", in: Suchy, Irene & Kogler, Susanne (Hrsg.): Partituren des Körpers. Geste in Komposition und Aufführung. Bibliothek der Provinz, Weitra 2017, S. 33–42.
- Zawichowski, Gottfried: "Die Restaurierung der Tullner Zika-Orgel. Über die gelungene Erhaltung eines Klangdenkmals in Niederösterreich,In: Denkmalpflege in Niederösterreich. Eine Rückschau auf drei Jahrzehnte". Land Niederösterreich, St. Pölten 2016, S. 135–137
- Zawichowski, Gottfried: musik aktuell – neue musik in nö. Darstellung und Analyse des Konzeptes zur Förderung zeitgenössischer Musik in Niederösterreich auf überregionaler Ebene. Dipl.Arbeit Universität Wien, Wien 2007
- Zawichowski, Gottfried: Der Zugang zu den allgemeinbildenden und berufsbildenden höheren Schulen. Ein schulstatistischer Vergleich gezeigt am Beispiel Tulln. Dipl.Arbeit Wirtschaftsuniversität Wien, Wien 1985